# 宝塚かもめタクシー
株式会社宝塚かもめタクシーは、広島県広島市東区に本社を置くタクシー・バス事業者である。
宝塚かもめタクシーでは一般タクシー、貸切バスを行っている。

## 事業所
- 宝塚タクシー本社
  - 広島県広島市東区山根町32-15

- かもめタクシー中山営業所
  - 広島県広島市東区中山西1-12-12

- 城北タクシー本社
  - 広島県広島市安佐南区長束西1-1-48

- ティージー損害センター本社
  - 広島県広島市東区山根町32-15

## 沿革
- 1954年（昭和29年）- 会社設立。
- 1957年（昭和32年）- 有限会社キングタクシーを吸収合併
- 1961年（昭和36年）- 有限会社宝塚タクシー 山根町営業所を開設
- 1970年（昭和45年）- 有限会社比治山タクシーを吸収合併
- 1974年（昭和49年）- 有限会社かもめタクシーが宝塚タクシーグループとなる
- 1997年（平成9年）- 株式会社城北タクシーが宝塚タクシーグループとなる
- 2013年（令和3年）2月 - 株式会社ティージー損害センターを設立
- 2021年（令和3年）8月 - 有限会社かもめタクシーが東区中山西へ移転
  - 同時に、有限会社宝塚タクシー、有限会社かもめタクシーが合併し株式会社宝塚かもめタクシーとなる